# Clibberswick

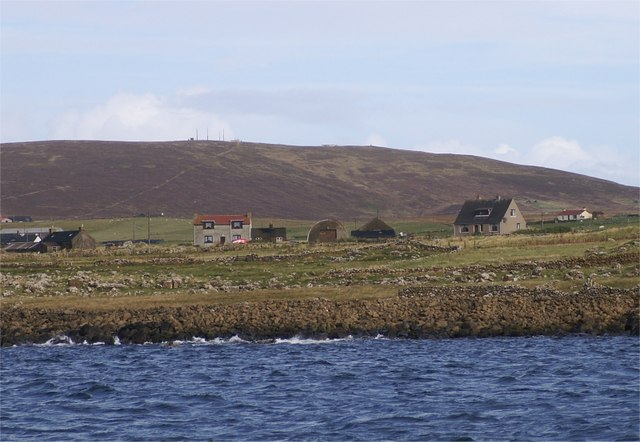
Blick vom Meer auf Clibberswick

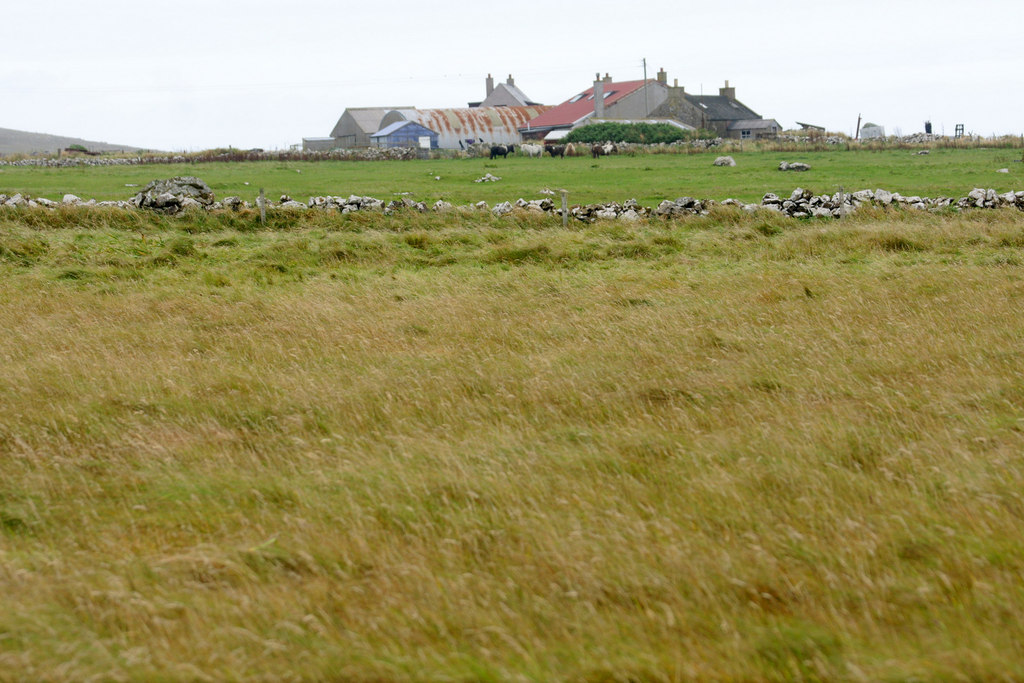
Clibberswick von Westen

Clibberswick ist eine Ortschaft, die im Nordosten der zu Schottland zählenden Shetlands liegt.

## Geographie
Clibberswick ist eine kleine Ortschaft, die in der Nähe der östlichen Küste der Insel Unst liegt. Sie wird hier gebildet durch die Meeresbucht Harold's Wick, die sich südlich von Clibberswick in westlicher Richtung bis nach Haroldswick erstreckt. Überragt wird der Ort im Osten durch den 160 Meter hohen Berg Hill of Clibberswick.

## Historisches
Im Rahmen der historischen Gliederung Schottlands in Civil Parishes zählt Clibberswick zu Unst.